# Coenosia macquarti
Coenosia macquarti este o specie de muște din genul Coenosia, familia Muscidae, descrisă de Adrian C. Pont în anul 1972. Conform Catalogue of Life specia Coenosia macquarti nu are subspecii cunoscute.